# ONE BOX
『ONE BOX』（ワン・ボックス）は 7HOUSEによる1枚目のアルバム。

## 解説
1999年1月のデビューから約1年を経て発売されたアルバムは、音楽プロデュースを担当したシャ乱Qのつんく♂と歌った「LOVE 〜抱き合って〜」の7HOUSE単体バージョン、デビュー・シングル「STOP〜泣かないで」のアルバム・ヴァージョンの他、既発シングル曲を全て収録。編曲にはモーニング娘。の楽曲でも起用している編曲家が招聘された。全12曲の収録曲中、自作曲は3曲採用され、中でもケンジは作詞と作曲の両方を担当している。

## 収録曲
作詞・作曲：つんく
1. STOP〜泣かないで
  - 編曲：河野伸
2. Hey! Break My Heart!
  - 作曲：ヒロキ　編曲：鈴木俊介
3. LOVE 〜抱き合って〜 （7HOUSE ver.）
  - 編曲：松原憲
4. 最後の言葉
  - 作詞：オグ・つんく　編曲：鈴木俊介
5. そんでもってKISS
  - 編曲：松原憲
6. 言わんこっちゃないだろう
  - 作曲：つんく・ヤスノリ　編曲：鈴木俊介
7. 0 EDIT
  - 編曲：松原憲
8. Paっと!
  - 編曲：前嶋康明
9. Plus
  - 作詞：ケンジ　編曲：前嶋康明
10. First
  - 作曲：ケンジ　編曲：鈴木俊介
11. STOP〜泣かないで（album ver.）
  - 編曲：是永巧一

## 参加ミュージシャン
- 竹上良成 - サクソフォーン(#7)
- 小林太 - トランペット(#7)
- 保田圭（モーニング娘。） - コーラス(#8)
- 市井紗耶香（モーニング娘。） - コーラス(#8)